# Bauglas
Bauglas (auch Silikatglas genannt) ist ein Werkstoff, der aus Quarzsand, Soda, Kalkstein und Dolomit erschmolzen wird. Bauglas wird in der Regel zu Flachglas verarbeitet.
Glas ist ein Vielfachgemisch von verschiedenen Silikaten (z. B. Na-Ca-Mg-Silikaten), welches einen großen Erweichungsbereich, aber keinen festen Schmelzpunkt hat. Bei seiner Abkühlung aus dem schmelzflüssigen Zustand ist es bis auf 600 °C plastisch formbar. Sein Erweichungsbereich hängt von der chemischen Zusammensetzung ab. Beispielsweise bleibt reines Quarzglas bis etwa 1.000 °C gebrauchsfähig. Im festen Zustand ist Glas ein amorpher Stoff, der physikalisch auch als eine unterkühlte Flüssigkeit bezeichnet wird. 
In Österreich lag der Umsatz mit Bauglas 2013 bei 310 Millionen Euro.

## Anwendungen

### Glaskeramik
Glas mit einem Anteil an kleinen Kristallen bezeichnet man als Glaskeramik. Wegen seines hohen Erweichungspunktes und seiner hohen Temperaturwechselbeständigkeit wird es u. a. für Kochplatten genutzt.

### Fensterglas
Fensterglas (F) ist ein klares Alkali-Kalk-Glas, welches überwiegend nach dem Floatglas-Verfahren hergestellt wird. Dadurch erhält es eine hohe Oberflächengüte, ähnlich wie geschliffenes Spiegelglas.

### Gartenblankglas/Gartenklarglas
Gartenblankglas gemäß der DIN 11 525 ist ein den Anforderungen des Garten- und Landschaftsbaues entsprechendes Floatglas geringerer Qualität. Gartenklarglas ist demgegenüber ein Gussglas mit einer blanken Ober- und einer lichtstreuenden Unterseite und ist in der DIN 11 526 genormt.

### Sicherheitsglas

#### Einscheiben-Sicherheitsglas

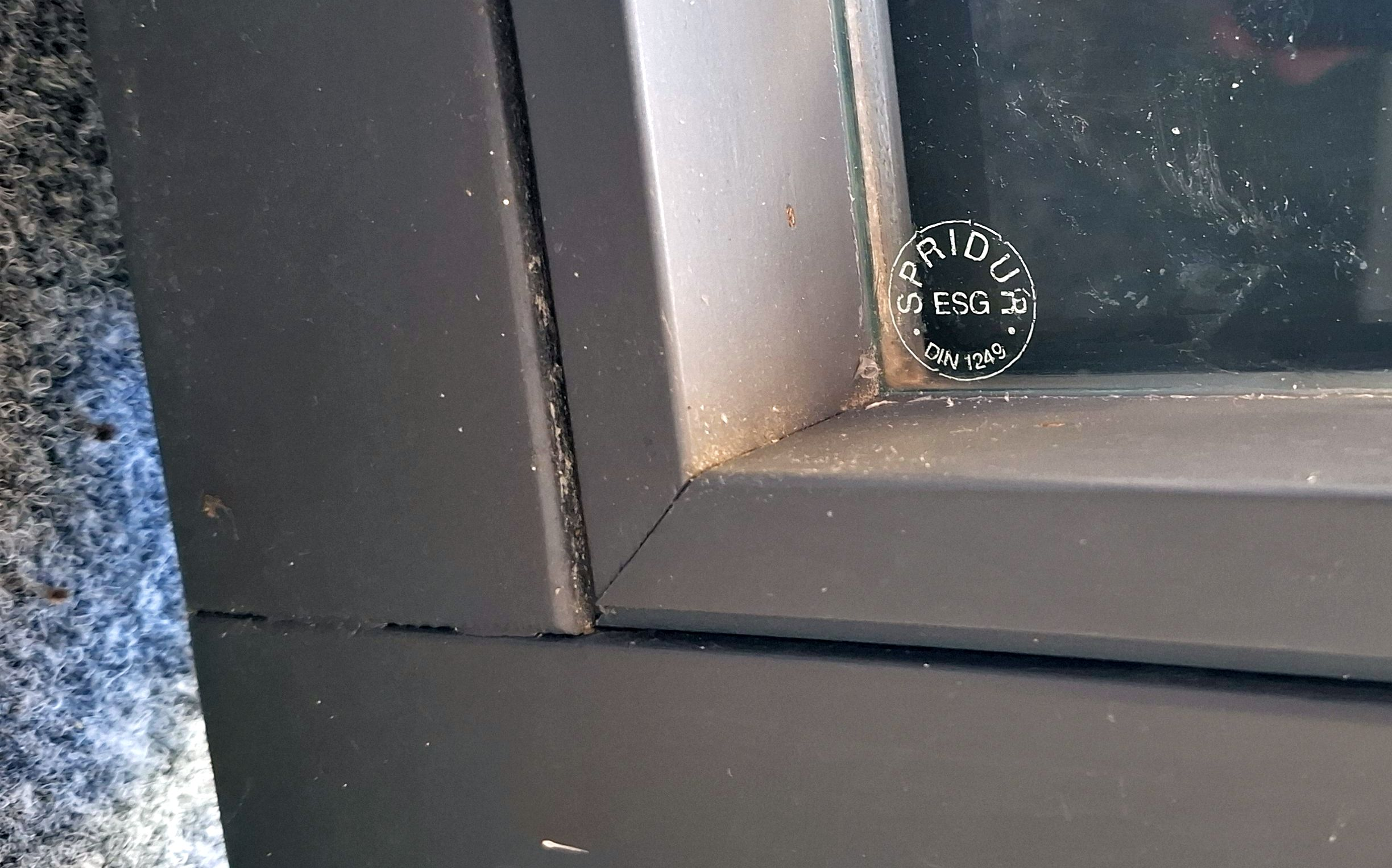
ESG-Scheibe mit Stempel

Einscheiben-Sicherheitsglas (ESG) wird im heißen Zustand oberflächlich schnell abgekühlt, und dadurch vorgespannt. Daher ist es besonders bruchsicher gegen Stoß, Schlag und Biegung. Bei mechanisch verursachtem Bruch zerfällt es in kleine Glaskrümel. Eingesetzt wird es für Glastüren, Brüstungs- und Fassadenplatten, sowie z. B. auch Fenster in Sporthallen.

#### Verbund-Sicherheitsglas

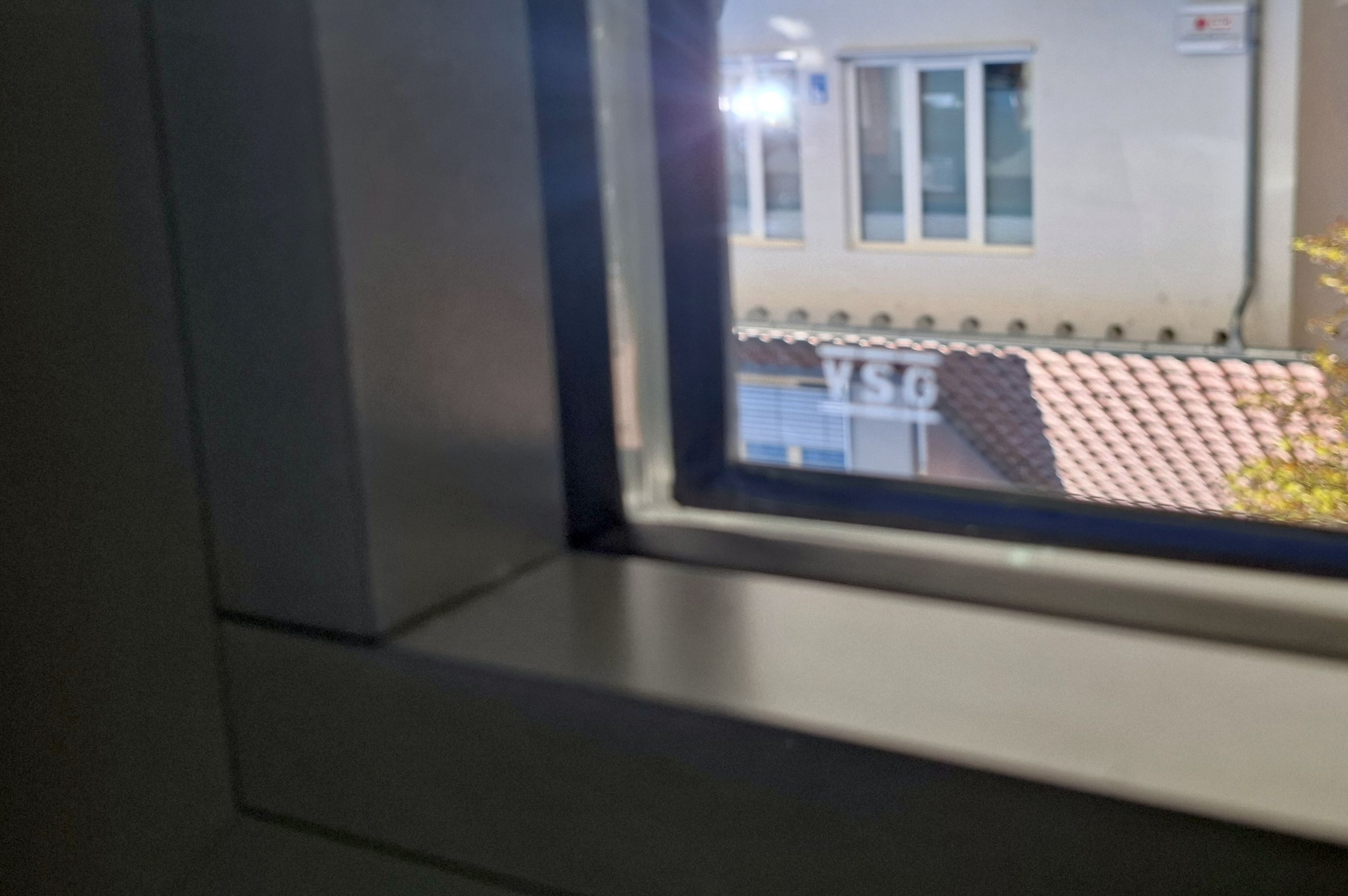
VSG-Scheibe mit Stempel

Verbund-Sicherheitsglas (VSG) besteht aus zwei oder mehreren Glasschichten, die mit hochelastischen Kunststoff-Folien (PVB) oder mit Hilfe von Gießharz (Schallschutz) zusammengeklebt sind, welche eine splitterbindende Wirkung ausüben. VSG ist daher durchschuss- und durchbruchhemmend und wird für Frontscheiben von Kraftfahrzeugen eingesetzt. Es wird auch mit Drahteinlagen und als Mehrscheiben-Isolierglas hergestellt. Bei sogenanntem Alarmglas gemäß der DIN 52 290 ermöglichen eingelegte Drähte beim Bruch das Auslösen einer angeschlossenen Alarmanlage.

### Gussglas
Hierbei handelt es sich um ein Glas mit strukturierten Oberflächen, z. B. Ornamentglas (O), das eine schmückende und gestalterische Wirkung hat und lichtstreuend durchsichthemmend eingesetzt werden kann. 
Gussglas mit eingelegtem Drahtgitter wird auch Drahtglas (D) oder Drahtornamentglas (DO) genannt.

### Hitzebeständige Gebrauchsgläser
Sie bestehen aus Borosilikatglas und werden für Koch- und Bratgeschirr (z. B. Jenaer Glas) oder für Laborgefäße eingesetzt.

## Architekturglas
Glasbausteine und Betonglas werden in Mörtel bzw. Beton eingebettet zum Bestandteil von Wänden und Decken.

### Wärmedämmglas
Wärmedämmglas besteht aus mehreren hintereinander liegenden Scheiben, zwischen denen sich je nach Verglasungsart ein oder mehrere mit Edelgas gefüllte Zwischenräume befinden. Außerdem besitzt es dünne Edelmetallbeschichtungen auf den Glasoberflächen. Sie liegen geschützt im Scheibenzwischenraum und sorgen dafür, dass langwellige Wärmestrahlen wieder nach außen reflektiert, kurzwellige Strahlen dagegen in den Raum gelassen werden. Zweifach-Wärmedämmglas erreicht heute einen U-Wert von 1,1 W/(m2·K) (Watt pro Quadratmeter Kelvin). Bei Dreifach-Wärmedämmglas liegt dieser Wert heute bei rund 0,7 W/(m2·K). Zum Vergleich: Bei bis weit in die 1970er Jahre eingebauten Einfachverglasungen lag der Wert noch bei 5,8 W/(m2·K) und bei vor 1995 verwendeten Zweischeiben-Isoliergläsern bei rund 3 W/(m2·K).

### Sonnenschutzglas
Sonnenschutzglas besitzt einen niedrigen Gesamtenergiedurchlassgrad g-Wert sowie eine gute Wärmedämmung und eine möglichst hohe Lichtdurchlässigkeit.
Es ist in verschiedenen Beschichtungen verfügbar.
1. Reflektierende, mit einer Metall- oder Metalloxidbeschichtung auf der Innenseite der Außenscheibe, die vor allem den Infrarot-Anteil des Sonnenlichtes zurückwirft. Der Gesamtenergiedurchlasswert g sinkt dadurch auf einen Wert von bis zu 0,18. Die Beschichtungen sind auf der Außenansicht blau oder silbern spiegelnd und in der Durchsicht schwach bräunlich. Die Kennzahlen z. B. 60/40 bedeuten, dass 60 % des sichtbaren Lichtes, aber nur 40 % der gesamten Strahlungsenergie (Licht+Infrarot) hindurchgelassen werden.
2. Absorbierende, bei welcher die Außenscheibe schwach gefärbt ist (grün, gelb oder grau) und so einen Teil der Sonnenstrahlung schluckt. Die Ausdehnung der dadurch stärker erwärmten Außenscheibe ist dabei zu beachten. Meist ist auch die Innenscheibe beschichtet und damit reflektierend.
3. Undurchsichtige, bei denen der Scheibenzwischenraum mit einem Glasseidengespinst oder einem Kunststoff-Wabenkörper gefüllt ist. Die Lichtdurchlässigkeit wird hierdurch bis auf 50 % vermindert, was aber bei Oberlichtern und Wirtschaftsgebäuden oder Sporthallen benötigt wird.

### Schallschutzglas
Schallschutzglas besteht aus zwei unterschiedlich dicken Scheiben, von denen eine typischerweise 4 mm und die andere bis zu 14 mm stark ist, um Resonanzen zu vermindern. Der Luftzwischenraum beträgt 12 bis 24 mm und wird teilweise zur weiteren Verbesserung des Schallschutzes mit einem Edelgas, z. B. Argon oder Krypton, gefüllt. Bei steigender Anforderung an den Schallschutz erhöhen sich gleichzeitig auch die Anforderungen an die Fugendichtigkeit der Fensterrahmen.

### Brandschutzglas

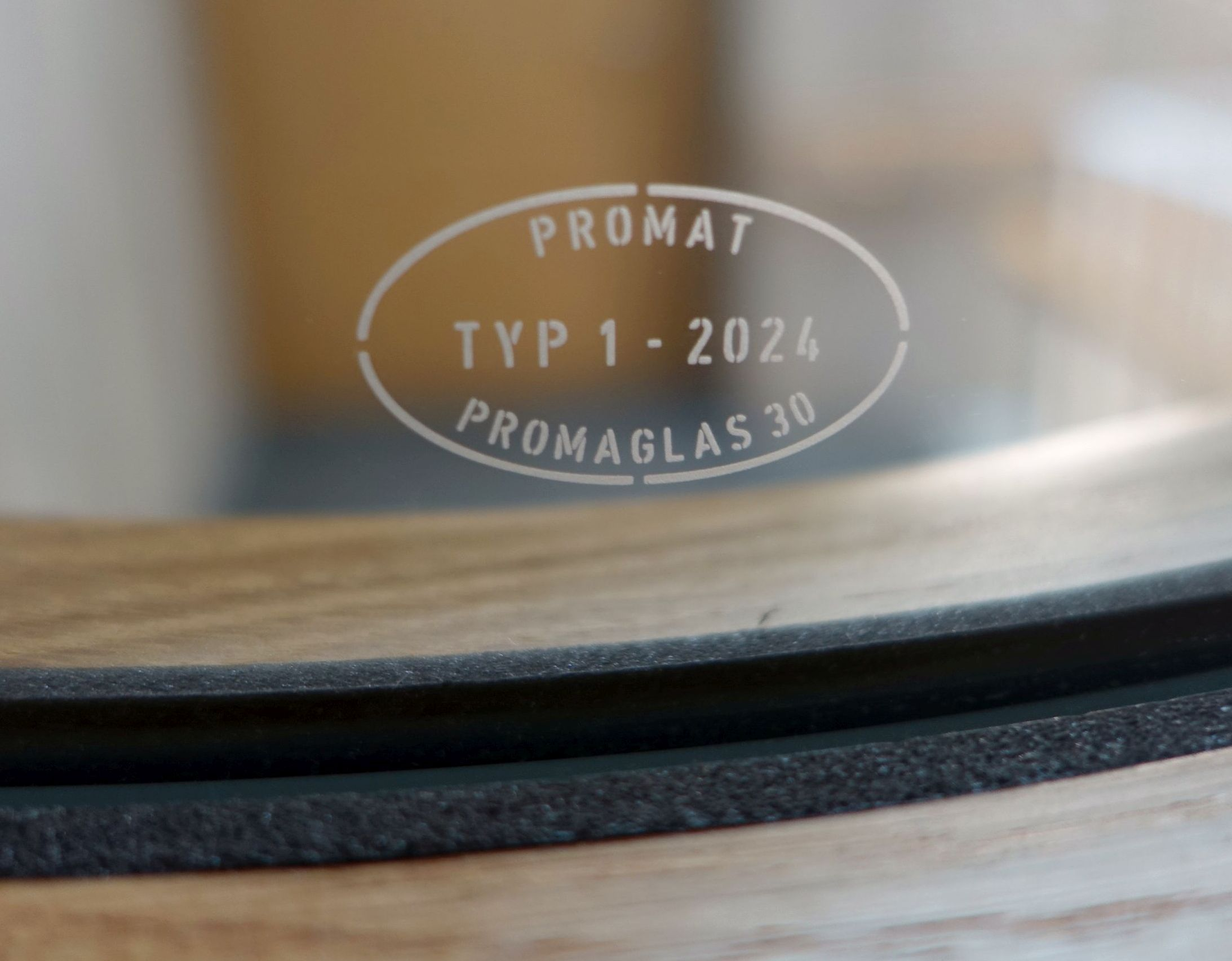
G30 Glas mit Stempel Typ "Promat" Bj. 2024

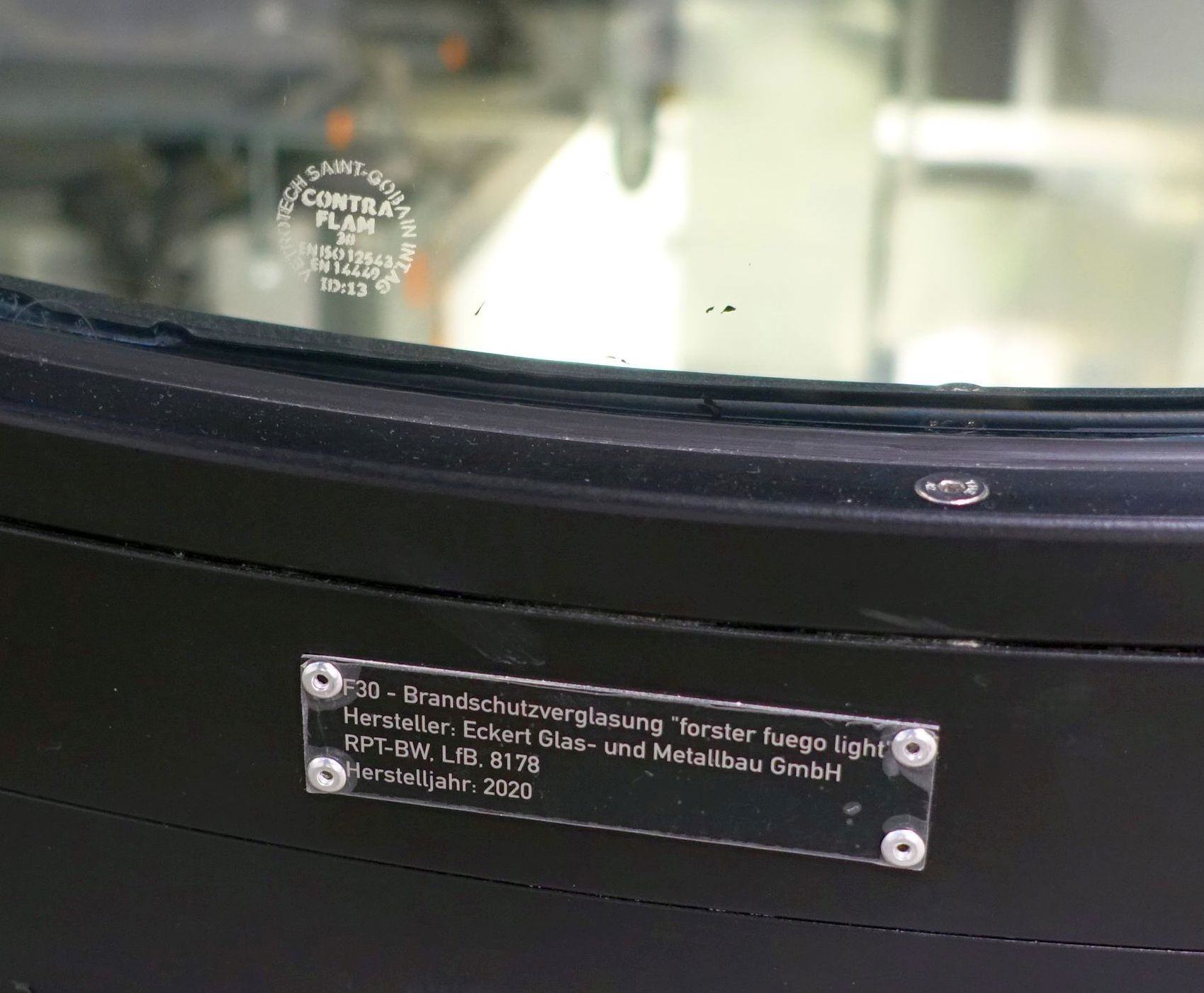
G30 Glas (Saint Gobain) in F30 Fenster (Forster) Bj. 2020

Brandschutzglas wird nach deutschem Baurecht in die Klassen F und G unterteilt. Der Buchstabe "F" steht für feuerhemmend (F30), hochfeuerhemmend (F60) und feuerbeständig (F90 und F120). Der Buchstabe "G" steht für feuerwiderstandfähige Verglasungen (G30 bis G120). Die Zeitangabe gibt die Dauer der Schutzwirkung an, die durch Prüfung nach DIN 4102 bzw. EN 1364-1 in einem Brandversuch festgestellt wird.
Eine Klassifizierung des Feuerwiderstandes gilt für das komplette Bauteil, welches in diesem Fall aus Brandschutzglas, einem geeigneten Rahmensystem, Befestigungselementen und Verglasungsmaterialien (etwa speziellen Klötzen, Dichtungen etc.) besteht.
Brandschutzgläser der F-Klasse bestehen entweder aus mehreren Silikatglasscheiben mit einer Füllung aus Wasserglas im Zwischenraum oder vorgespannten Glasscheiben mit Brandschutz-Gel in der Zwischenschicht, das bei Temperaturen ab 120 °C aufschäumt und undurchsichtig wird. Die dem Feuer zugewandte Scheibe zerspringt dabei. Die andere Scheibe muss intakt bleiben, um raumabschließend wirksam zu bleiben und den Durchtritt von Feuer und Rauch zu verhindern. 
F-Verglasungen dürfen keine Wärmestrahlung durchlassen, die in der Lage wäre, einen Wattebausch zu entzünden oder zum Glimmen zu bringen. Die Temperaturerhöhung auf der dem Feuer abgewandten Seite darf im Mittel 140 K und höchstens 180 K nicht überschreiten.
Gläser der G-Klasse schützen nur vor dem Durchtritt von Feuer und Rauch. Sie sichern den Raumabschluss, bieten aber kaum Schutz vor Wärmestrahlung, die unter Umständen auf der feuerabgewandten Seite zu hohen Temperaturen und zur Selbstentzündung von brennbaren Stoffen, wie Teppichen und Möbeln, führen kann.
Verglasungen ohne Strahlungsbehinderungen können aus mindestens 6 mm starkem Drahtglas, Profilglas mit Drahteinlage, Glasbausteine nach DIN 18175, vorgespanntem Borosilikatglas, speziell für den Verwendungszweck vorgespanntes Glas, sonstigen Sondergläsern und Glaskeramik bestehen.